# Shosholoza

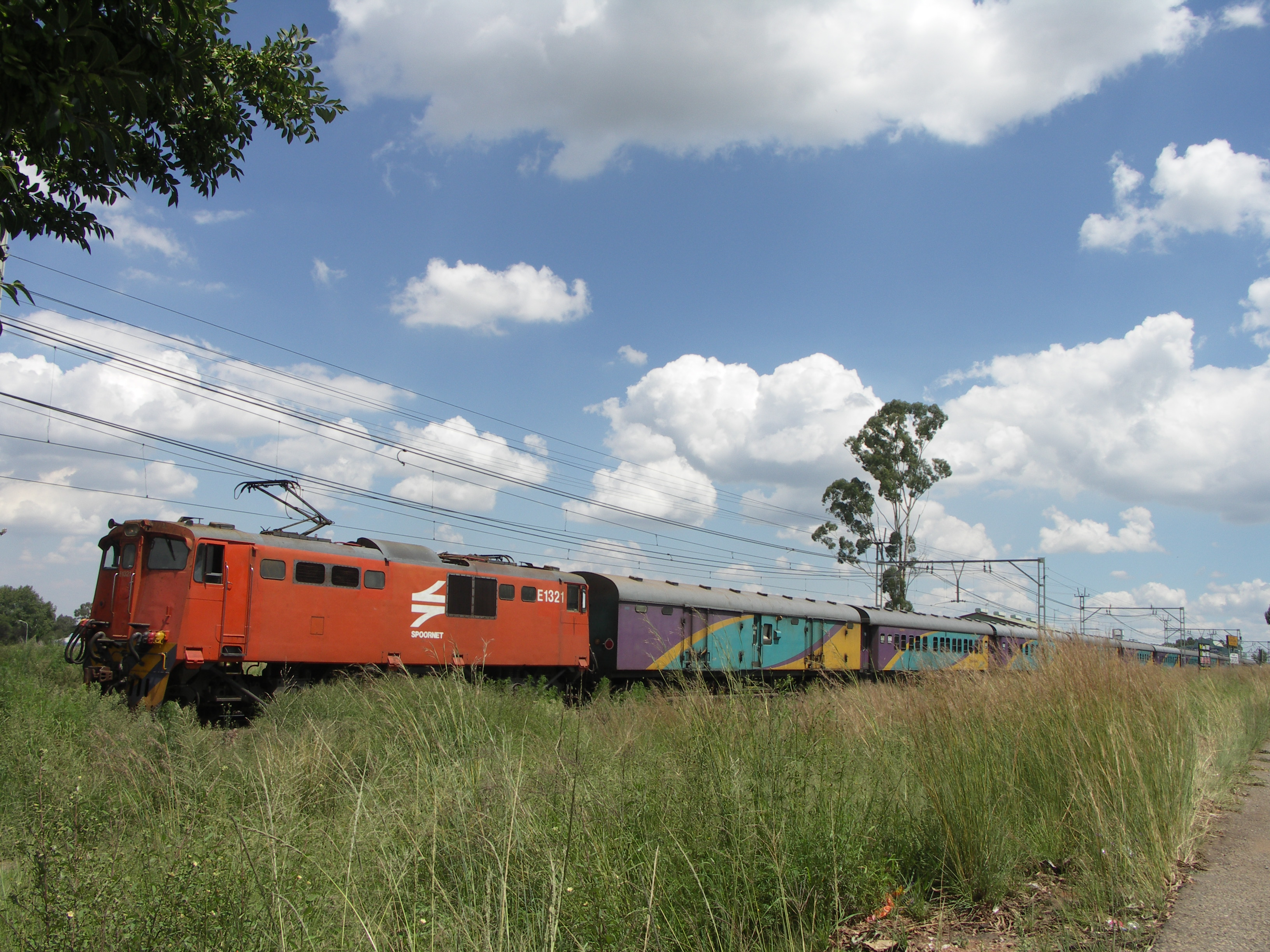
Paysage de la région Shosholoza

Shosholoza est une chanson populaire traditionnelle d'Afrique australe, désormais chantée dans les stades pour encourager les équipes sud-africaines, après avoir été chantée contre l'apartheid, ainsi que par les travailleurs des populations noires contraints de travailler dans les mines sud-africaines d'or et de diamants pendant l'époque coloniale.

## Histoire
Le mot zoulou Shosholoza signifie aller de l'avant ou faire de la place à son prochain(e), et rappelle également le son produit par le wagonnet  train à vapeur (Stimela) décrit dans la chanson : sho sho. C'était initialement, au XIXe siècle, une chanson de travailleurs (presque esclaves) des mines d'or et de diamants en Afrique du Sud, amenés au travail par la force en train, puis une chanson contre l'apartheid, chantée dit-on par Nelson Mandela  quand il était prisonnier, condamné aux travaux forcés à Robben Island,. La chanson est désormais chantée par toutes les communautés d'Afrique du Sud.... notamment dans les stades.
La chanson a aussi donné son nom à Team Shosholoza, le premier challenger africain de la Coupe de l'America (la compétition de voile) en 2007. Elle a aussi donné son nom à Shosholoza Meyl (en), une ligne ferroviaire longue-distance d'Afrique du Sud.

## Interprètes
La chanson a été reprise par de nombreux artistes dont Pete Seeger, Ladysmith Black Mambazo, PJ Powers, The Glue et Peter Gabriel. 
La chanson a été popularisée internationalement après la victoire de l'Afrique du Sud lors de la Coupe du monde de rugby à XV 1995. Shosholoza est aussi la chanson des supporters des Bafana Bafana. La chanson est devenue un des hymnes favoris des publics, en Afrique du Sud, lors de manifestations sportives, surtout quand  une compétition est tendue. C'est un appel à la lutte collective.